# Den lilla fågeln
Den lilla fågeln är en sång som Karin Gustavsson och Mikael Timmermann från Getinge uppträdde med i TV-programmet Chansen som ursprungligen sändes i Sveriges Television under tidigt 1981. Sången skrevs av Karin Gustavsson, och spelades sedan flitigt i Sveriges Radio Halland.
Sångtexten handlar om en liten flicka vid namn Lena, som ligger och sover en söndagsmorgon då hon väcks av en fågel som hackar på fönsterrutan efter mat. Samtidigt som hon vill släppa in fågeln för en stund, menar hon att hon inte tänker beröva fågeln dess frihet.

## Andra inspelningar
1984 spelade Stig Lorentz in den  på albumet Räck ut din hand, och 1989 spelade Thord Åhman in sången på albumet På väg 3.
En inspelning av Stefan Borsch låg på Svensktoppen i 20 veckor under perioden 29 november 1987–17 april 1988.
Paul Sahlin skrev en annan text, Luffarpojken, som handlar om en liten pojke på rymmen från ett barnhem, sover på höskullarna och ber till Herren och undrar vilka hans föräldrar är. Med denna text spelades sången in 1987 av Paul Sahlin med Säwes på albumet uppkallad efter sången. och av Jirix 1988 på albumet Hemmets jord.